# آني ليونارد
آني ليونارد (بالإنجليزية: Annie Leonard)‏ هي ناشِطة ومخرجة أمريكية، ولدت في 1964 في سياتل في الولايات المتحدة.

## وصلات خارجية
- الموقع الرسمي
- آني ليونارد على موقع IMDb (الإنجليزية)
- آني ليونارد على موقع قاعدة بيانات الفيلم (الإنجليزية)
- آني ليونارد على موقع كينوبويسك (الروسية)